# Dysmicoccus mollis
Dysmicoccus mollis är en insektsart som beskrevs av De Lotto 1961. Dysmicoccus mollis ingår i släktet Dysmicoccus och familjen ullsköldlöss.
Artens utbredningsområde är Uganda. Inga underarter finns listade i Catalogue of Life.